# Свефберт (король Эссекса)
Свефберт (англ. Swæfberht) — король Эссекса (715—738).
Сын Свехарда, Свефберт стал королём Эссекса и соправителем Селреда. В 738 году он умер.